# Carlos Cruz Rodríguez
Carlos Cruz Rodríguez (Córdoba, 1846—¿Sevilla?, ¿?) fue un maestro, periodista y escritor español.

## Biografía
Aunque nació en Córdoba, se crio en Granada, donde, desde poco después de ser destronada Isabel II, organizó juntas carlistas, algunas públicas y otras secretas. Se ocupó en trabajos militares que, por entonces, consistían en procurar atraer las simpatías del Ejército hacia el carlismo.
Finalmente, a las órdenes de la Junta Provincial católico-monárquica de Granada, dirigió la de Belicena (fundada por él) y contribuyó en las elecciones políticas a que el jefe carlista Carlos Calderón fuese proclamado diputado a Cortes por el distrito de Santa Fe.

### Tercera guerra carlista

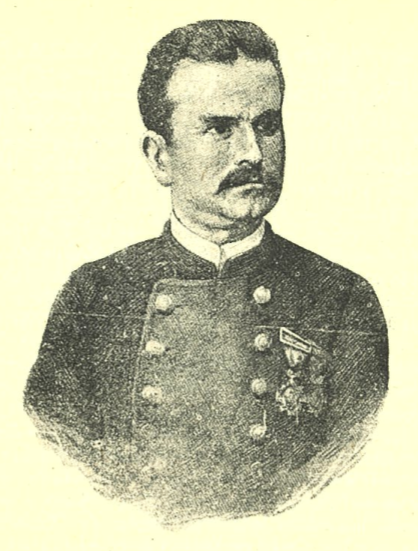
Carlos Cruz Rodríguez vestido con su uniforme de combatiente de la tercera guerra carlista

El 1 de marzo de 1873 Cruz Rodríguez mandó una de las partidas carlistas que salieron de Granada, teniendo que retirarse todas ellas a causa de la activa persecución de que las hizo objeto el General Salamanca, gobernador militar de Málaga.
En julio de aquel mismo año marchó al Norte, presentándose en Puente la Reina al General carlista Nicolás Ollo, quien le destinó a la Brigada de transportes de la División de Navarra, con el empleo de alférez de Administración Militar. Sirviendo en aquel cuerpo, asistió a la toma de Estella, Viana, Lumbier y Valcarlos, a la acción de Mañeru, a la batalla de Montejurra, al combate de Velabieta, al bloqueo de Tolosa, a la conquista de Portugalete y a las memorables batallas de Somorrostro, de San Pedro Abanto y de Abárzuza.
Después sirvió sucesivamente en el Batallón de Bilbao (con el cual se encontró en la acción de Monte Gárate), en el Regimiento de Caballería de Navarra (en el que estuvo un año a las órdenes del Brigadier Zaratiegui, primeramente, y luego a las del Coronel Plana) y, por último, en el Batallón 2.° de Navarra, asistiendo con él a los combates de Palomeras de Echalar, Tres Mugas y alto del Centinela, llegando á obtener el empleo de Comisario de Guerra.
Con Carlos de Borbón entró en Francia el 28 de febrero de 1876. Estuvo emigrado tres meses, y al regresar a España se dedicó a ejercer la carrera de maestro superior.

### Colaborador en la prensa carlista
Fue colaborador de El Estandarte Real, de la Biblioteca Popular Carlista, de La Carcajada y de El Nuevo Cruzado (publicaciones de Barcelona), de La Bandera Española, de Córdoba, y de El Amigo del Obrero, de Granada, sufriendo en este último una denuncia el día 11 de mayo de 1898, por la autoridad militar, a causa de haberse declarado el estado de guerra en toda la Península. Entonces fue reducido a prisión en Sevilla (su habitual residencia) y conducido por la Guardia Civil a Granada, en cuya capital permaneció hasta ser absuelto por el Consejo de Guerra el 1 de diciembre de aquel mismo año.
Cruz Rodríguez, que obtuvo en campaña las medallas de Montejurra, de Vizcaya y de Carlos VII, también se distinguió como escritor; en 1897 publicó una Geografía Militar de España, ilustrada con doce mapas; fue corresponsal literario del diario tradicionalista madrileño El Correo Español desde 1898 hasta 1908; la Juventud Carlista de Manresa le honró por entonces con el nombramiento de socio honorario. Obtuvo además varios diplomas de premios en certámenes literarios, y en mayo de 1908 fue agraciado con una Medalla de Oro con el busto de Carlos VII por su escrito titulado Influencia de la mujer en la vida de la Comunión tradicionalista española.
Estuvo casado con Estuvo casado con Estelvina Fernández Gamboa, con quien tuvo al menos una hija, María Gracia Cruz Fernández-Gamboa. Fue profesor del Colegio Sagrado Corazón de Jesús de Sevilla.

## Obras
- «La Guerra Civil en Andalucía», artículo en El Estandarte Real (Barcelona, diciembre 1890)
- «Memorias de antaño. Incorporación de un faccioso a su ejército», artículo en La Carcajada (Barcelona, 18 de diciembre de 1890)
- Narración Militar de la Guerra Carlista de 1872-1876 (Barcelona, 1892)
- Geografía Militar de España (Barcelona, 1897)